# Wilhelm Nabert
Wilhelm Julius August Nabert (* 15. September 1830 in Braunschweig; † 1904 in Düsseldorf) war ein deutscher Landschaftsmaler der Düsseldorfer Schule.

## Leben
Nabert lernte anfangs ein Handwerk, daneben das Zeichnen und Malen bei dem Braunschweiger Landschaftsmaler Heinrich Brandes am Collegium Carolinum. 1856 ging er nach Düsseldorf. An der Kunstakademie Düsseldorf war er Schüler des Landschaftsmalers Hans Fredrik Gude. Von 1858 bis 1861 lebte er in Karlsruhe. Dorthin waren er und sein Mitschüler Arthur Nikutowski dem Maler Carl Friedrich Lessing gefolgt, der 1858 zum Direktor der Großherzoglich Badischen Gemäldegalerie ernannt worden war. Dann kehrte er nach Düsseldorf zurück, wo er in den Jahren 1862/1863 an der Kunstakademie Düsseldorf die Landschafterklasse von Oswald Achenbach und Carl Irmer besuchte. Von 1863 bis 1865 war er als Lehrer in Braunschweig tätig.
Nabert unternahm Studienreisen in mittel- und süddeutsche Gebirge, oft in den Harz, außerdem in die Schweiz, nach Italien und in die Pyrenäen. In Düsseldorf, wo er ab 1879 an der Grafenberger Chaussee 58 im Eigentum wohnte, war er 1857/58 sowie erneut 1865 bis 1904 Mitglied des Künstlervereins Malkasten und im Verein der Düsseldorfer Künstler zur gegenseitiger Unterstützung und Hilfe, zu welchem er zusammen mit Heinrich Deiters und Emil Schuback im Jahre 1894 nach fünfzigjährigem Bestehen eine Gedenkschrift verfasste.
Mit seinen Arbeiten, meist Wald- und Gebirgslandschaften, war Nabert in Ausstellungen u. a. in Berlin, Bremen, Danzig, Düsseldorf, Hamburg, Hannover und Magdeburg vertreten.

## Werke (Auswahl)

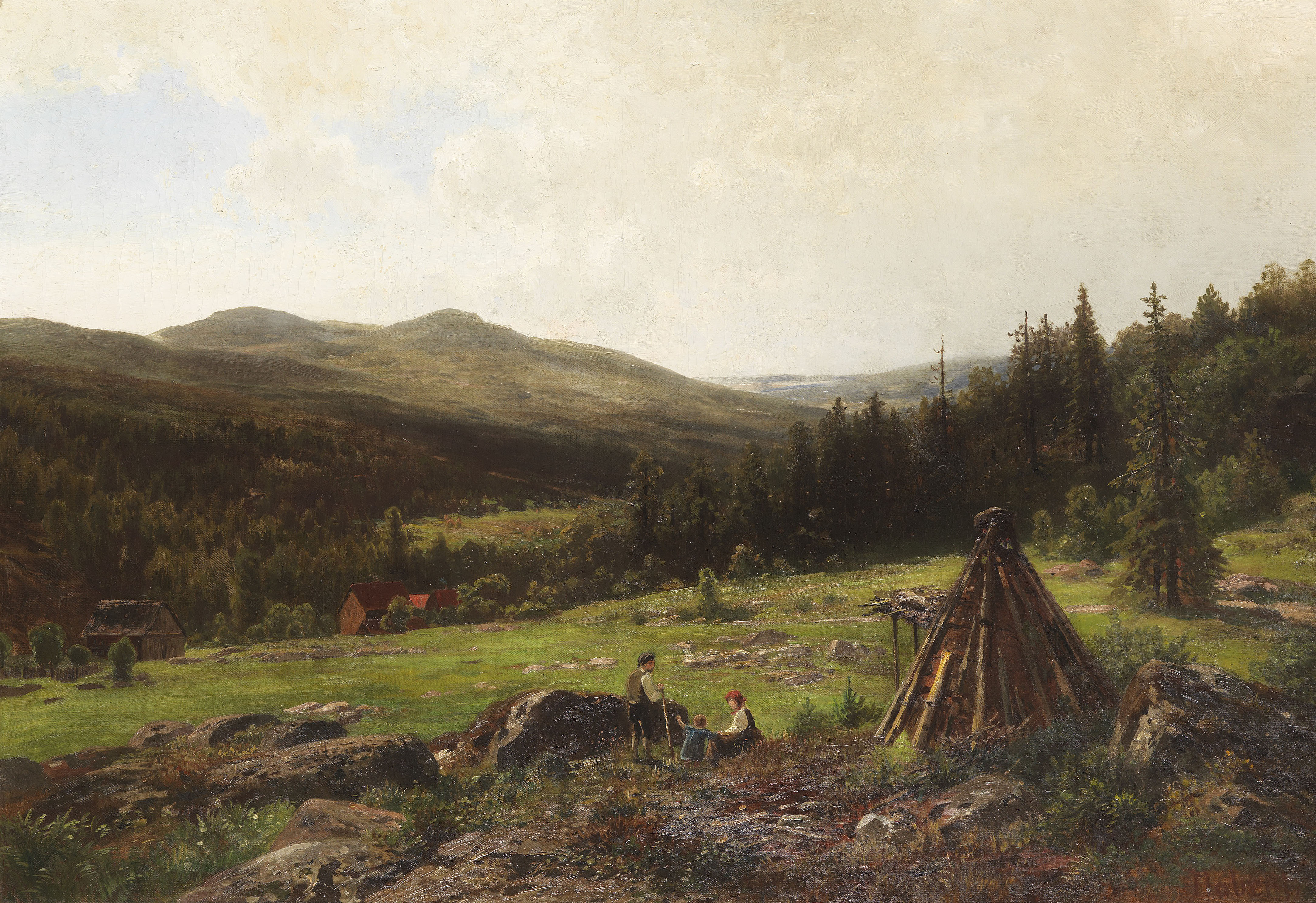
Köhlerfamilie vor weiter Hügellandschaft

- Harzlandschaft bei Schierke: Braunschweig, Städtisches Museum; ausgestellt: Akademische Kunstausstellung Berlin 1887, Katalog-Nr. 618
- Alte Harzstraße: Wuppertal, Von der Heydt-Museum
- Landschaft, 1860
- Gebirgslandschaft mit einer Schäferin, ihrem Kind und ihrer Herde, 1862
- Landschaft bei Schwanheim, 1882
- Gebirge bei Arolla, 1897
- Küstenlandschaft am Golf von Neapel
- Blick auf das Weißhorn im Wallis
- Schäfer mit Herde vor der Burgruine Kynast im Riesengebirge
- Eifellandschaft bei Gerolstein
- Köhlerfamilie vor weiter Hügellandschaft
- Waldlandschaft, Öl/Lwd., 62 × 50 cm
- Aus dem Val d’Herins, Öl/Lwd., 75 × 110 cm